# Sindkhed Raja
Sindkhed Raja is een nagar panchayat (plaats) in het district Buldhana van de Indiase staat Maharashtra. 

## Demografie
Volgens de Indiase volkstelling van 2001 wonen er 13.940 mensen in Sindkhed Raja, waarvan 53% mannelijk en 47% vrouwelijk is. De plaats heeft een alfabetiseringsgraad van 65%. 